# Битва при Басенте
Битва при Басенте состоялась 2 февраля 1542 года в северной Эфиопии во время Адало-эфиопской войны и сопровождавшей её параллельно Португало-турецкой войны. В ней участвовали португальские войска, прибывшие в Африку для поддержки христианской Эфиопии — с одной стороны, и мусульманские войска султаната Адал, защищавшие укреплённую валами местную крепость.

## История
Португальцы организовали военную экспедицию в восточную Африку в 1541 году для поддержки императора христианской Эфиопии Клавдия, стране которого угрожали вторгшиеся отряды мусульман-кочевников из народов афар и сомали, возглавляемые султаном соседнего исламского государства Адал, Ахмедом ибн Ибрагим аль-Гази. Отряд португальцев возглавлял сын Васко да Гама, Криштован да Гама. Португальцы выставили 400 аркебузиров, в их числе были также 70 опытных сапёров, мастеров и военных инженеров. Отряд сопровождали также 130 рабов, транспортировавших в том числе и для эфиопских войск 1.000 аркебуз, большое количество копий и несколько артиллерийских орудий.
Императрица Эфиопии, Сабла Венгель, видя малочисленность отряда Криштована да Гама, не верила в успех португальцев и советовала им отложить штурм расположенной на холмах мусульманской крепости и дождаться подхода её сына, императора Клавдия, с эфиопским войском, находившимся в провинции Шоа. Однако да Гама посчитал политику промедления проявлением слабости, которую он не хотел демонстрировать перед местной знатью, от которой также зависело и снабжение продовольствием португальских солдат.

## Сражение
На следующий день после предпринятой португальцами пробной атаки — с целью выявить слабые места в обороне противника — да Гама повёл свой отряд с трёх сторон на штурм крепости. Это нападение увенчалось полным успехом. В то время как португальцы потеряли лишь восемь человек, в схватке были уничтожены все защитники крепости, из которой ранее регулярно устраивались опустошительные набеги на окрестные христианские поселения. Находившаяся в крепости церковь, в которой при владычестве султана Ахмеда ибн Ибрагим аль-Гази была образована мечеть, в тот же день была вновь освящена под именем Святой Богородицы Победы, и на следующий уже день в ней была проведена праздничная служба. Португальцы оставались в этой местности вплоть до конца февраля 1542 года.
Письменное сообщение о ходе сражения при Басенте оставил сопровождавший в этом походе Криштована да Гаму Мигель де Кастаньозо.